# Kowsch

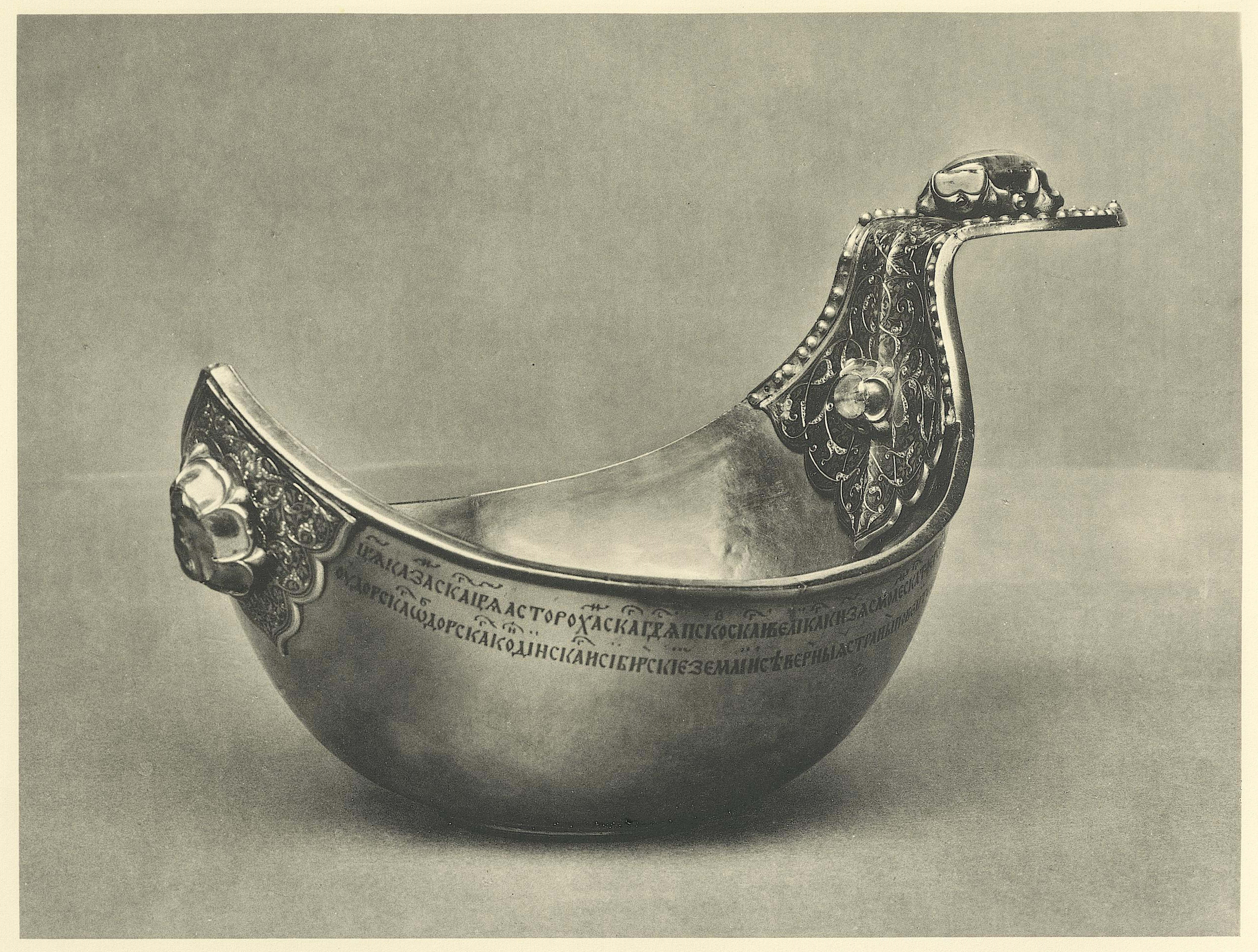
Kowsch

Ein Kowsch, auch Kovsh, (russisch ковш) war eine in Russland vom Mittelalter bis ins 19. Jahrhundert gebräuchliche, traditionelle Trinkkelle.
Der Kowsch ist ein abgerundetes, bootähnliches, teils wie eine kleine Schöpfkelle geformtes Gefäß, mit einem oder zwei Henkeln in Form von Kopf und Schwanz eines Vogels, das zum Trinken und Servieren von Getränken, insbesondere Wodka genutzt wurde.
Er bestand aus Silber, unedlen Metallen oder Holz und wurde häufig mit ornamentalen Schnitzereien, Bildern oder Gravuren verziert.
Der Kowsch variierte in Art und Namen (korets, nalevka, skopkar) von Region zu Region.

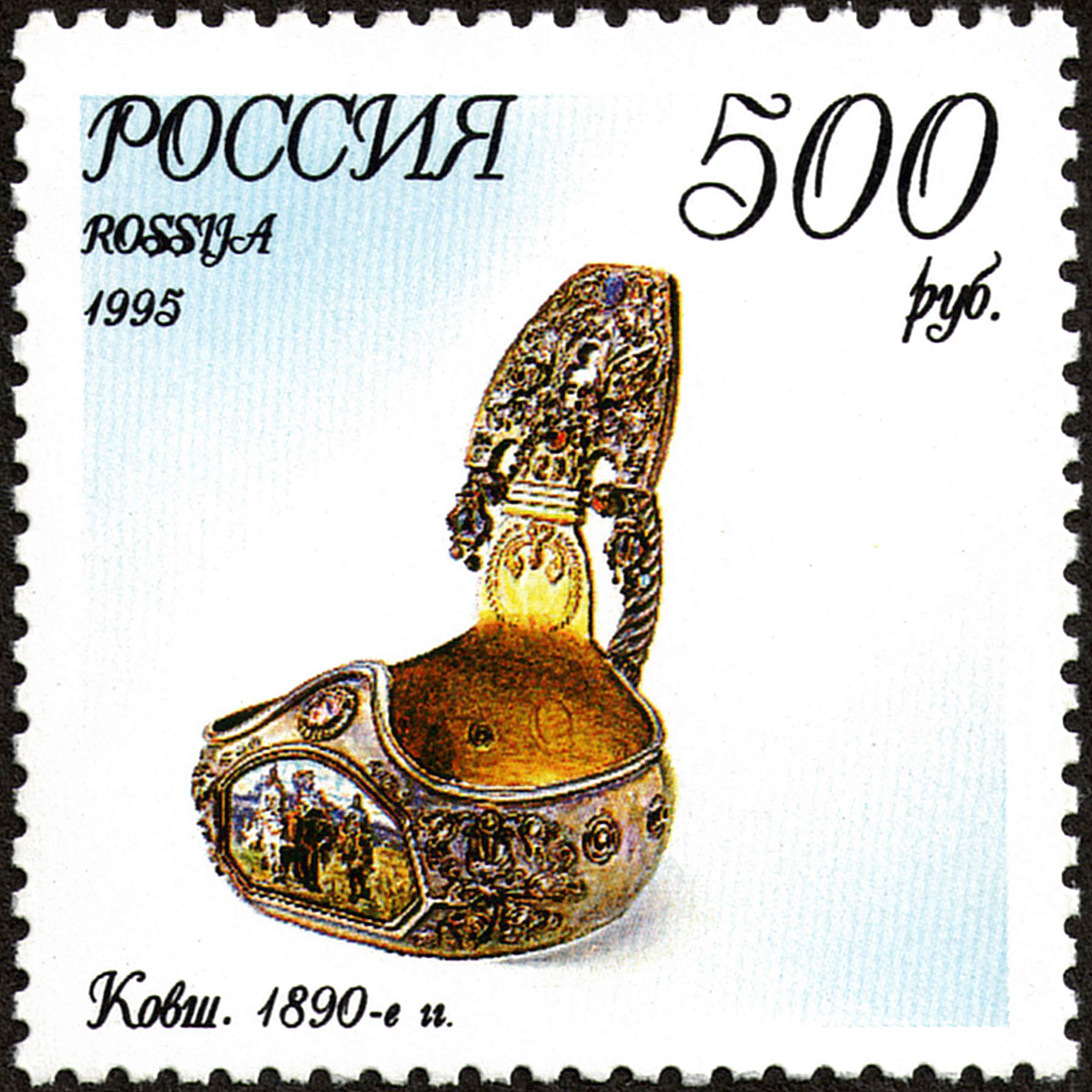
Kowsch von Fabergé 1890; Russische Briefmarke, 1995
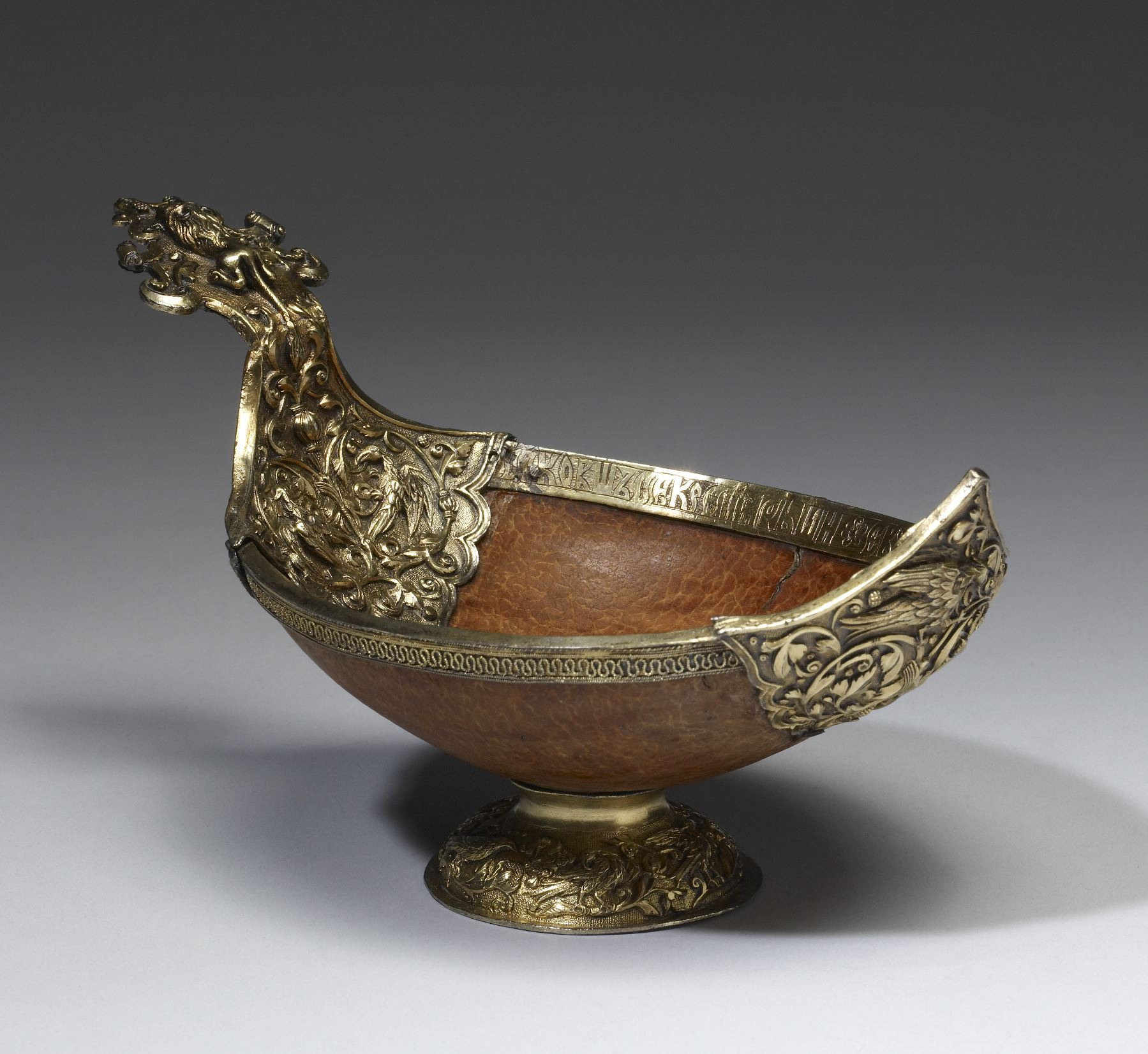
Kortschik (Корчик), 17. Jahrhundert